# جورج (اسم)
جورج (بالإنجليزية: George) هو اسم علم شخصي مذكر من أصل يوناني، معناه عامل الأرض، يعتبر من أكثر الأسماء قداسة عند المسيحيين نسباً للقديس جاورجيوس، وقد تسمت عدة شخصيات كبيرة بهذا الاسم، منهم عدة ملوك لإنجلترا والمملكة المتحدة، بالإضافة إلى الدول والولايات والمدن والبلدات.

## الشخصيات
- جورج الأول ملك بريطانيا العظمى
- جورج الثاني ملك بريطانيا العظمى
- جورج الثالث ملك المملكة المتحدة
- جورج الرابع ملك المملكة المتحدة
- جورج الخامس ملك المملكة المتحدة
- جورج السادس ملك المملكة المتحدة
- جورج الأول ملك اليونان
- جورج الثاني ملك اليونان
- جورج كاستريوت ملك ألبانيا
- جورج واشنطن أول رئيس للولايات المتحدة
- جورج برنز كوميدي أمريكي
- جورج كلوني ممثل ومخرج أمريكي
- جورج برنارد شو كاتب ومؤلف أيرلندي
- جورج بوش الأب رئيس أمريكي
- جورج بوش الإبن رئيس أمريكي
- جورج دبليو بوش رئيس الولايات الأمريكية الثالث والأربعون.
- جورج قرداحي مقدم برامج لبناني
- جورج ر. ر. مارتن روائي أمريكي
- جورج أورويل صحفي وروائي بريطاني
- جورج حبش سياسي شيوعي فلسطيني
- جورج بالاد عالم أحياء أمريكي روماني
- جورج وسوف مغني سوري
- جورج مييز لاعب جمباز سويسري
- جورج إيسر لاعب جمباز أمريكي
- جورج أولاه كيميائي أمريكي مجري
- جورج أرليس ممثل إنجليزي
- جورج أولنبيك فيزيائي أمريكي هولندي
- جورج أنطونيوس مؤرخ لبناني مصري
- جورج أبيض ممثل لبناني
- جورج أكرلوف كيميائي أمريكي
- جورج أرميتاج ميلر عالم نفس أمريكي
- جورج أكياما رسام مانغا ياباني
- جورج أرمسترونغ كاستر قائد عسكري أمريكي
- جورج أمير كامبريدج ولي عهد بريطاني
- جورج أمير الدانمارك
- جورج سيمون أوم فيزيائي ألماني
- جورج كارلين كوميدي أمريكي
- جورج والن رحالة فنلندي
- جورج بيدل طبيب أمريكي
- جورج بست لاعب كرة قدم أيرلندي شمالي
- جورج بول فيلسوف إنجليزي
- جورج بورتر كيميائي بريطاني
- جورج باغيت طومسون فيزيائي بريطاني
- جورج باباندريو سياسي يوناني
- جورج باطاي فيلسوف فرنسي
- جورج بيركلي فيلسوف بريطاني أيرلندي
- جورج بارنز مصور سينمائي أمريكي
- جورج براك رسام فرنسي
- جورج برنانوس روائي فرنسي
- جورج براسانس شاعر فرنسي
- جورج بنتام عالم نبات بريطاني
- جورج بومبيدو سياسي فرنسي
- جورج بوكو لاعب كرة قدم فرنسي
- جورج بوليا رياضياتي أمريكي مجري
- جورج بولين سياسي إنجليزي
- جورج بواتنغ لاعب كرة قدم هولندي غاني
- جورج تشارباك فيزيائي فرنسي بولندي
- جورج تاكي ممثل وكاتب أمريكي
- جورج توبو الخامس ملك تونغاوي
- جورج كليمانصو سياسي فرنسي
- جورج كلينتون سياسي وقائد عسكري أمريكي
- جورج توتونجيان مغني سوري
- جورج جاموف فيزيائي أمريكي روسي
- جورج جايلورد سيمبسون إحائي أمريكي
- جورج جابرييل ستوكس رياضياتي بريطاني
- جورج جونز مغني أمريكي
- جورج جرداق شاعر لبناني
- جورج غالوب رياضياتي أمريكي
- جورج غالوي سياسي بريطاني
- جورج جيرشوين موسيقي أمريكي
- جورج حاوي سياسي لبناني
- جورج حاتم طبيب أمريكي صيني لبناني
- جورج حوراني فيلسوف بريطاني لبناني
- جورج البهجوري رسام كاريكاتير مصري فرنسي
- جورج القرا سياسي وقاضي إسرائيلي فلسطيني
- جورج صبرا سياسي سوري
- جورج الراسي مغني لبناني
- جورج دالاس سياسي أمريكي
- جورج دانتون سياسي فرنسي
- جورج دي بوفون مؤرخ ورياضياتي فرنسي
- جورج دوهاميل روائي فرنسي
- جورج دبلن لاعب كرة أنتيغوي
- جورج دي لاتور رسام فرنسي
- جورج ريد سياسي أمريكي وأحد الآباء الأوائل
- جورج روميرو ممثل ومخرج أمريكي كندي
- جورج رووه رسام فرنسي
- جورج رودنباخ شاعر وروائي بلجيكي
- جورج زامفير موسيقي روماني
- جورج سموت فيزيائي أمريكي
- جورج سميث فيزيائي أمريكي
- جورج سنيل عالم أحياء أمريكي
- جورج ستيجلر اقتصادي أمريكي
- جورج سيدهم ممثل مصري
- جورج سي سكوت ممثل ومسرحي أمريكي
- جورج سيتون كاتب سيناريو أمريكي
- جورج ستيفنز ممثل ومخرج ومنتج أمريكي
- جورج ساند روائي فرنسي
- جورج ساندرز ممثل بريطاني
- جورج ستيفنسون مهندس بريطاني
- جورج ستوني فيزيائي أيرلندي
- جورج شتال فيزيائي ألماني
- جورج ستني متهم أمريكي
- جورج سوروس رجل أعمال أمريكي مجري
- جورج سورا رسام فرنسي
- جورج سولتي موسيقي مجري بريطاني
- جورج سيمنون كاتب بلجيكي أمريكي
- جورج سيرويل فيلسوف فرنسي
- جورج شولتز اقتصادي وسياسي أمريكي
- جورج شو عالم أحياء إنجليزي
- جورج شحادة شاعر ومسرحي لبناني
- جورج صوايا شاعر وطبيب لبناني أرجنتيني
- جورج طرابيشي كاتب ومترجم سوري
- جورج طويل مغني وممثل لبناني
- جورج طعمة سياسي سوري
- جورج عدوان سياسي وقائد عسكري لبناني
- جورج عدة سياسي تونسي
- جورج غرنفيل سياسي أمريكي
- جورج غيرشوين موسيقي أمريكي
- جورج غراهام لاعب كرة قدم أسكتلندي
- جورج غريغوري شاعر روماني
- جورج غوردجييف فيلسوف روسي أرمني
- جورج فيتيغ كيميائي ألماني
- جورج فون بيكيسي طبيب مجري أمريكي
- جورج فيرييه لاعب كرة قدم فرنسي
- جورج فانكوفر مستكشف إنجليزي
- جورج فورمان ملاكم أمريكي
- جورج فيلبس بوند فلكي أمريكي
- جورج فالد عالم وظائف أمريكي
- جورج فون بيورباخ فلكي ورياضياتي ألماني نمساوي
- جورج فولينسكي رسام كاريكاتير فرنسي
- جورج فيزينا لاعب هوكي جليد كندي
- جورج قرم اقتصادي لبناني
- جورج كوهلر طبيب ألماني
- جورج كوكور مخرج أمريكي
- جورج كوفييه عالم طبيعة فرنسي
- جورج كانينغ سياسي بريطاني
- جورج كايلي مهندس بريطاني
- جورج كاترو قائد عسكري فرنسي
- جورج كادلي برايس سياسي بيليزي
- جورج كوفال جاسوس سوفييتي أمريكي
- جورج كوين فلكي أمريكي
- جورج كورزون سياسي بريطاني
- جورج كينان مؤرخ أمريكي
- جورج كلود فيزيائي وكيميائي فرنسي
- جورج لومتر فيزيائي وفلكي بلجيكي
- جورج ليكنز لاعب ومدرب كرة قدم بلجيكي
- جورج لوكاس مخرج وكاتب سيناريو أمريكي
- جورج لوكاش فيلسوف أمريكي مجري
- جورج لوبيز ممثل وكوميدي أمريكي
- جورج لازينبي ممثل أسترالي
- جورج لينكون روكويل سياسي وقائد عسكري أمريكي
- جورج مينوت طبيب أمريكي
- جورج مارشال سياسي وقائد عسكري أمريكي
- جورج ميتشل سياسي أمريكي
- جورج ماندجيك لاعب كرة قدم كاميروني
- جورج مايكل مغني إنجليزي
- جورج مورهاوس لاعب كرة قدم أمريكي
- جورج مراد لاعب كرة قدم سوري سويدي
- جورج مانياكيس قائد عسكري يوناني
- جورج ميلر مخرج وكاتب سيناريو وطبيب أسترالي
- جورج ميلييس ممثل ومخرج فرنسي
- جورج ميريديث شاعر وروائي إنجليزي
- جورج مالوري مسكتشف إنجليزي
- جورج موستاكي مغني فرنسي مصري
- جورج مونتباتن ماركيز ميلفورد هافن قائد عسكري بريطاني
- جورج الأنطاكي أميرال يوناني
- جورج نوبل لاعب كرة قدم هولندي
- جورج هتشنغز طبيب أمريكي
- جورج هيفيشي كيميائي مجري
- جورج هاميلتون ممثل ومخرج أمريكي
- جورج هاملتون غوردون سياسي بريطاني
- جورج هاريسون مغني بريطاني
- جورج هيل صحفي وفلكي أمريكي
- جورج هوتز عالم حواسيب أمريكي
- جورج هوليوك كاتب إنجليزي
- جورج هيل لاعب كرة سلة أمريكي
- جورج ويا لاعب كرة قدم ليبيري
- جورج ويبل طبيب أمريكي
- جورج والاس سياسي أمريكي
- جورج ويستينغهاوس مهندس ورجل أعمال أمريكي
- جورج ويليس ريتشي عالم بصريات أمريكي
- جورج واشنطن رجل أعمال ومهندس أمريكي
- جورج واشنطن كارفر عالم نبات أمريكي
- جورج واشنطن غيل فيريس الابن مهندس أمريكي
- جورج يوردانيدس ممثل مصري
- جورج أبو سلبي، ممثل صوت لبناني
- جورج دياب، ممثل وممثل صوت لبناني
- جورج طويل، مغن وممثل صوت لبناني

### شخصيات خيالية
- جورج ويزلي شخصية خيالية من هاري بوتر